# Copa Argentina 2013-14
La Copa Argentina 2013-14 (llamada Copa «Sancor Seguros» Argentina 2013-14 por motivos de patrocinio) fue la quinta edición de dicha competición oficial organizada por la Asociación del Fútbol Argentino; y la tercera de su nueva etapa. Las fases finales dieron comienzo el 29 de octubre de 2013 y finalizó el 26 de noviembre de 2014. Contó con la participación de 261 equipos, todos los que disputaban los torneos de Primera División, Primera B Nacional, Argentino A, Primera B, Argentino B, Primera C y Primera D, durante la temporada.
El campeón fue el Club Atlético Huracán, tras vencer en la final, por tiros desde el punto penal, al Club Atlético Rosario Central. Disputó como tal la Supercopa Argentina 2014 frente al Club Atlético River Plate, ganador de la Copa Campeonato de Primera División. También participó de la Copa Libertadores 2015.

## Equipos participantes

### Primera División
| All Boys                | Argentinos Juniors | Arsenal     | Atlético de Rafaela |
| Belgrano (C)            | Boca Juniors       | Colón       | Estudiantes (LP)    |
| Gimnasia y Esgrima (LP) | Godoy Cruz         | Lanús       | Newell's Old Boys   |
| Olimpo                  | Quilmes            | Racing Club | River Plate         |
| Rosario Central         | San Lorenzo        | Tigre       | Vélez Sarsfield     |

### Segunda categoría

#### Primera B Nacional
| Aldosivi        | Almirante Brown         | Atlético Tucumán       | Banfield           |
| Boca Unidos     | Brown de Adrogué        | Crucero del Norte      | Defensa y Justicia |
| Douglas Haig    | Ferro Carril Oeste      | Gimnasia y Esgrima (J) | Huracán            |
| Independiente   | Independiente Rivadavia | Instituto              | Patronato          |
| San Martín (SJ) | Sarmiento (J)           | Sportivo Belgrano      | Talleres (C)       |
| Unión           | Villa San Carlos        |                        |                    |

### Tercera categoría

#### Primera B
| Acassuso          | Almagro         | Atlanta         | Barracas Central       |
| Chacarita Juniors | Colegiales      | Comunicaciones  | Defensores de Belgrano |
| Deportivo Armenio | Deportivo Merlo | Deportivo Morón | Estudiantes (BA)       |
| Fénix             | Flandria        | Los Andes       | Nueva Chicago          |
| Platense          | Temperley       | Tristán Suárez  | UAI Urquiza            |
| Villa Dálmine     |                 |                 |                        |

#### Argentino A
| Alvarado                  | CAI                      | Chaco For Ever              | Central Córdoba (SdE)        |
| Central Norte (S)         | Cipolletti               | Defensores de Belgrano (VR) | Deportivo Maipú              |
| Sportivo Estudiantes (SL) | Gimnasia y Esgrima (CdU) | Gimnasia y Tiro (S)         | Guaraní Antonio Franco       |
| Guillermo Brown           | Juventud Antoniana       | Juventud Unida (G)          | Juventud Unida Universitario |
| Libertad (S)              | Racing (O)               | Rivadavia (L)               | San Jorge (T)                |
| San Martín (T)            | Santamarina              | Tiro Federal (R)            | Unión (MdP)                  |

### Cuarta categoría

#### Primera C
| Argentino de Merlo  | Argentino de Quilmes | Berazategui       | Cambaceres     |
| Central Córdoba (R) | Defensores Unidos    | Deportivo Español | Dock Sud       |
| Excursionistas      | Ituzaingó            | General Lamadrid  | J.J. Urquiza   |
| Laferrere           | Liniers              | Luján             | Midland        |
| Sacachispas         | San Telmo            | Sportivo Italiano | Talleres (RdE) |

#### Argentino B
| 9 de Julio (M)                  | 9 de Julio (R)         | Deportivo 25 de Mayo (LP)  | Alianza de Cutral Có       |
| Alianza de Moldes               | Altos Hornos Zapla     | Alumni (VM)                | Atlético Amalia            |
| América (GP)                    | Andes FBC              | Agropecuario               | Aprendices Casildenses     |
| Argentino Peñarol               | Argentino Quilmes (R)  | Argentinos (VdM)           | Atenas (P)                 |
| Atlético Adelante               | Atlético Argentino (M) | Atlético Camioneros        | Atlético Chicoana          |
| Atlético Concepción             | Atlético Laguna Blanca | Atlético Palmira           | Atlético Paraná            |
| Atlético Policial               | Atlético Regina        | Bella Vista (BB)           | Belgrano (E)               |
| Belgrano (P)                    | Belgrano (Z)           | Ben Hur                    | Boca Río Gallegos          |
| Camioneros Argentinos del Norte | Central Goya           | Círculo Italiano           | Colegiales (C)             |
| Concepción FC                   | Coronel Aguirre        | Defensores de Buena Parada | Defensores de La Boca (LR) |
| Defensores de Salto             | Deportivo Achirense    | Deportivo Aguilares        | Deportivo Curupay          |
| Deportivo Fontana (R)           | Deportivo Guaymallén   | Deportivo Lastenia         | Deportivo Madryn           |
| Deportivo Montecaseros          | Deportivo Patagones    | Deportivo Río Dorado       | Deportivo Roca             |
| Deportivo Tabacal               | Desamparados           | Empleados de Comercio (M)  | Estudiantes (RC)           |
| Estudiantes Unidos              | Everton                | Exalumnos Escuela N°185    | FC Tres Algarrobos         |
| Ferro (GP)                      | Ferro (O)              | Ferroviario (C)            | General Paz Juniors        |
| General Rojo                    | Germinal               | Gimnasia y Esgrima (M)     | Güemes (S)                 |
| Gutiérrez SC                    | Herminio Arrieta       | Huracán de Comodoro        | Huracán de Goya            |
| Huracán (SR)                    | Independiente (C)      | Independiente (F)          | Independiente (LR)         |
| Independiente (N)               | Independiente (RC)     | Independiente Villa Obrera | Instituto Santiago         |
| Jorge Newbery (J)               | Jorge Newbery (VM)     | Jorge Newbery (VT)         | Jorge Ross                 |
| Juventud (P)                    | Juventud Alianza       | Kimberley                  | Las Palmas                 |
| Leonardo Murialdo               | Libertad (CS)          | Liniers (BB)               | Mitre (S)                  |
| Mitre (SdE)                     | Monterrico San Vicente | Náutico Hacoaj             | Once Tigres                |
| Pacífico                        | Petrolero Argentino    | Petrolero Austral          | Progreso (RdlF)            |
| Racing (C)                      | Racing (T)             | Resistencia Central        | San Jorge (SF)             |
| San Lorenzo de Alem             | San Martín (F)         | San Martín (M)             | San Martín (MC)            |
| Sanjustino                      | Sarmiento (A)          | Sarmiento (L)              | Sarmiento (LB)             |
| Sarmiento (R)                   | Sol de América         | Sol de Mayo                | Sportivo Barracas (C)      |
| Sportivo Del Bono               | Sportivo Fernández     | Sportivo Las Parejas       | Sportivo Patria            |
| Sportivo Rivadavia (VT)         | Sports                 | Talleres (P)               | Textil Mandiyú             |
| Tiro Federal (BB)               | Tiro Federal (M)       | Tiro y Gimnasia            | Atlético Trinidad          |
| Unión Aconquija                 | Unión (S)              | Unión (VK)                 | Unión Santiago             |
| Viale FBC                       | Villa Congreso         | Villa Cubas                | Villa Mitre                |

### Quinta categoría

#### Primera D
| Argentino de Rosario | Atlas          | Cañuelas            | Central Ballester   |
| Centro Español       | Claypole       | Deportivo Muñiz     | Deportivo Paraguayo |
| Deportivo Riestra    | El Porvenir    | Juventud Unida (SM) | Leandro N. Alem     |
| Lugano               | San Martín (B) | San Miguel          | Sportivo Barracas   |
| Victoriano Arenas    | Yupanqui       |                     |                     |

### Distribución geográfica de los equipos
Uno de los principales objetivos de esta copa es la federalización de la competencia, haciendo participar a equipos de todo el país, por lo que se propuso que en la primera instancia jueguen representantes de todas las regiones. En esta edición no hubo equipos de una única provincia, Tierra del Fuego, ya que no tenía ningún equipo desde el Torneo Argentino B en adelante.
| Región                           | Equipos |
| -------------------------------- | ------- |
| Ciudad de Buenos Aires           | 20      |
| Provincia de Buenos Aires        | 92      |
| Provincia de Catamarca           | 4       |
| Provincia del Chaco              | 4       |
| Provincia del Chubut             | 7       |
| Provincia de Córdoba             | 15      |
| Provincia de Corrientes          | 6       |
| Provincia de Entre Ríos          | 8       |
| Provincia de Formosa             | 5       |
| Provincia de Jujuy               | 6       |
| Provincia de La Pampa            | 2       |
| Provincia de La Rioja            | 2       |
| Provincia de Mendoza             | 16      |
| Provincia de Misiones            | 3       |
| Provincia del Neuquén            | 3       |
| Provincia de Río Negro           | 9       |
| Provincia de Salta               | 11      |
| Provincia de San Juan            | 8       |
| Provincia de San Luis            | 3       |
| Provincia de Santa Cruz          | 2       |
| Provincia de Santa Fe            | 21      |
| Provincia de Santiago del Estero | 6       |
| Provincia de Tucumán             | 8       |
| Total                            | 261     |

## Fase Preliminar Regional
Organizada por el Consejo Federal, órgano interno de la AFA.

### Fase Preliminar Regional I
En la primera Fase Preliminar Regional participaron 80 equipos del Torneo Argentino B. Entre el 29 de octubre y el 6 de noviembre se eliminaron en un solo partido, y de allí salieron 40 equipos ganadores, que pasaron a la siguiente fase.
| Fecha          | Estadio                      | Local                           | Resultado       | Visitante                  |
| -------------- | ---------------------------- | ------------------------------- | --------------- | -------------------------- |
| 30 de octubre  | Municipal de Ayacucho        | Sarmiento (A)                   | 3 - 0           | América (GP)               |
| 30 de octubre  | Carlos V                     | Atlético Camioneros             | 2 - 1           | Jorge Newbery (J)          |
| 30 de octubre  | Raúl Orlando Lungarzo        | Independiente (C)               | (6) 0 - 0 (5)   | General Rojo               |
| 30 de octubre  | Carlos Grondona              | Juventud (P)                    | 3 - 0           | Belgrano (Z)               |
| 29 de octubre  | Sportivo Las Parejas         | Sportivo Las Parejas            | (4) 2 - 2 (3)   | Sportivo Barracas (C)      |
| 30 de octubre  | Carlos Testa                 | Defensores de Salto             | 0 - 1           | Sports                     |
| 30 de octubre  | Predio Oscar Pachi Funes     | Everton                         | (5) 2 - 2 (4)   | Náutico Hacoaj             |
| 30 de octubre  | Pedro Tártara                | FC Tres Algarrobos              | 2 - 1           | Argentinos (VdM)           |
| 29 de octubre  | Antonio López Belsagui       | Independiente (RC)              | 2 - 1           | Defensores de Buena Parada |
| 30 de octubre  | Polideportivo 25 de Mayo     | Deportivo 25 de Mayo (LP)       | (4) 2 - 2 (2)   | Atlético Regina            |
| 30 de octubre  | Luis Maiolino                | Deportivo Roca                  | 3 - 1           | Círculo Italiano           |
| -              | -                            | Estudiantes Unidos              | PP - PP         | Belgrano (E)               |
| 30 de octubre  | Coloso del Ruca Quimey       | Alianza de Cutral Có            | 3 - 0           | Petrolero Argentino        |
| 30 de octubre  | Nido de las Águilas          | Boca Río Gallegos               | 3 - 2           | Petrolero Austral          |
| 29 de octubre  | Deportivo Patagones          | Deportivo Patagones             | 0 - 2           | Villa Congreso             |
| 30 de octubre  | Ovidio Bernués               | San Martín (MC)                 | (4) 1 - 1 (5)   | Andes FBC                  |
| 30 de octubre  | Leonardo Murialdo            | Empleados de Comercio (M)       | (4) 1 - 1 (5)   | Atlético Argentino (M)     |
| 30 de octubre  | General Gutiérrez            | Gutiérrez SC                    | 1 - 0           | Leonardo Murialdo          |
| 30 de octubre  | Montecaseros                 | Deportivo Montecaseros          | (13) 0 - 0 (14) | Atlético Palmira           |
| 6 de noviembre | San Juan del Bicentenario    | Independiente (VO)              | 1 - 3           | Atenas (P)                 |
| 6 de noviembre | Centenario                   | Juventud Alianza                | 2 - 1           | Sportivo Del Bono          |
| 1 de noviembre | Osvaldo Centioni             | Jorge Newbery (VM)              | 3 - 0           | Alianza de Moldes          |
| 30 de octubre  | Carlos Augusto Mercado Luna  | Independiente (LR)              | (4) 1 - 1 (5)   | Defensores de La Boca (LR) |
| 30 de octubre  | Raúl Ceijas                  | Instituto Santiago              | (3) 1 - 1 (4)   | Sportivo Fernández         |
| 30 de octubre  | Pedro Mutio                  | Atlético Paraná                 | 0 - 1           | Atlético Adelante          |
| 30 de octubre  | Senador Luis Cruz            | Atlético Amalia                 | (2) 0 - 0 (3)   | Deportivo Lastenia         |
| 30 de octubre  | Miguel Pascual Soler         | Mitre (S)                       | 2 - 1           | Güemes (S)                 |
| 30 de octubre  | Liga Salteña                 | Camioneros Argentinos del Norte | 0 - 1           | Libertad (CS)              |
| 30 de octubre  | Roberto Robles               | Atlético Chicoana               | 1 - 2           | Progreso (RdlF)            |
| 30 de octubre  | Complejo Deportivo Municipal | Deportivo Río Dorado            | (3) 1 - 1 (4)   | Deportivo Tabacal          |
| 30 de octubre  | Tiro y Gimnasia              | Tiro y Gimnasia                 | (1) 2 - 2 (3)   | Herminio Arrieta           |
| 30 de octubre  | Las Palmas                   | Las Palmas                      | 2 - 0           | Argentino Peñarol          |
| 30 de octubre  | El Puente                    | Jorge Ross                      | 1 - 2           | Argentino Quilmes (R)      |
| 30 de octubre  | Nuevo Fortín de Nueva Roma   | Aprendices Casildenses          | 3 - 1           | Coronel Aguirre            |
| 30 de octubre  | Resistencia Central          | Resistencia Central             | 1 - 0           | Deportivo Fontana (R)      |
| 30 de octubre  | José Antonio Romero Feris    | Deportivo Curupay               | 4 - 3           | Ferroviario (C)            |
| 30 de octubre  | Pedro Celestino López        | Central Goya                    | (3) 1 - 1 (4)   | Ex Alumnos Escuela N°185   |
| 30 de octubre  | Atlético Laguna Blanca       | Atlético Laguna Blanca          | (5) 1 - 1 (4)   | Independiente (F)          |
| 30 de octubre  | Libertad de Concordia        | Colegiales (C)                  | (5) 1 - 1 (3)   | Deportivo Achirense        |
| 30 de octubre  | Leandro Cecotti              | Viale FBC                       | (4) 1 - 1 (1)   | Belgrano (P)               |

### Fase Preliminar Regional II
En la segunda Fase Preliminar Regional participaron los 40 equipos clasificados de la primera y los 56 equipos restantes del Torneo Argentino B. Entre el 12 y el 20 de noviembre se eliminaron en un solo partido, y de allí salieron 48 equipos ganadores, que pasaron a la siguiente fase.
| Fecha           | Estadio                             | Local                  | Resultado     | Visitante                  |
| --------------- | ----------------------------------- | ---------------------- | ------------- | -------------------------- |
| 13 de noviembre | Domingo Colasurdo                   | Ferro (O)              | (3) 0 - 0 (0) | Independiente (C)          |
| 13 de noviembre | Abel del Fabro                      | Once Tigres            | 0 - 1         | Atlético Camioneros        |
| 13 de noviembre | Vicente Ferretti                    | Jorge Newbery (VT)     | 0 - 1         | Sportivo Rivadavia (VT)    |
| 13 de noviembre | Sportivo Las Parejas                | Sportivo Las Parejas   | (5) 1 - 1 (6) | Juventud (P)               |
| 13 de noviembre | Esteban Chiari                      | Sports                 | (4) 0 - 0 (2) | Everton                    |
| 12 de noviembre | José María Minella                  | Kimberley              | (2) 2 - 2 (3) | Sarmiento (A)              |
| 13 de noviembre | Coloso de Barrio Talleres           | Ferro (GP)             | 3 - 0         | Independiente (RC)         |
| 13 de noviembre | Pedro Tártara                       | FC Tres Algarrobos     | 2 - 1         | Agropecuario               |
| 13 de noviembre | Luis Maiolino                       | Deportivo Roca         | 5 - 0         | Deportivo 25 de Mayo (LP)  |
| -               | -                                   | Deportivo Madryn       | GP            | -                          |
| 13 de noviembre | Cayetano Castro                     | Racing (T)             | 2 - 1         | Germinal                   |
| 13 de noviembre | César Múñoz                         | Huracán de Comodoro    | 1 - 3         | Boca Río Gallegos          |
| 13 de noviembre | La Caldera                          | Independiente (N)      | 2 - 1         | Alianza de Cutral Có       |
| 13 de noviembre | Sol de Mayo                         | Sol de Mayo            | 2 - 3         | Villa Congreso             |
| 13 de noviembre | Alejandro Pérez                     | Liniers (BB)           | 3 - 0         | Tiro Federal (BB)          |
| 13 de noviembre | El Fortín                           | Villa Mitre            | 5 - 1         | Bella Vista (BB)           |
| 13 de noviembre | El Coliseo Alvearense               | Pacífico               | (4) 0 - 0 (2) | Andes FBC                  |
| 14 de noviembre | Victor Antonio Legrotaglie          | Gimnasia y Esgrima (M) | 1 - 0         | Atlético Argentino (M)     |
| 13 de noviembre | Libertador General San Martín       | San Martín (M)         | 2 - 1         | Gutiérrez SC               |
| 13 de noviembre | Pretel Hermanos                     | Huracán (SR)           | 4 - 1         | Atlético Palmira           |
| 13 de noviembre | San Juan del Bicentenario           | Atenas (P)             | (3) 1 - 1 (5) | Unión (VK)                 |
| 13 de noviembre | Centenario                          | Juventud Alianza       | (2) 0 - 0 (4) | Deportivo Guaymallén       |
| 20 de noviembre | San Juan del Bicentenario           | Atlético Trinidad      | 1 - 2         | Desamparados               |
| 13 de noviembre | Ciudad de Río Cuarto                | Estudiantes (RC)       | (4) 1 - 1 (2) | Jorge Newbery (VM)         |
| 13 de noviembre | Doctor Plinio Zabala                | Talleres (P)           | 1 - 0         | Altos Hornos Zapla         |
| 13 de noviembre | Monumental de Barrio Norte          | Herminio Arrieta       | (3) 1 - 1 (2) | Monterrico San Vicente     |
| 13 de noviembre | Doctor Lucio Cornejo                | Libertad (CS)          | 1 - 3         | Mitre (S)                  |
| 13 de noviembre | Bicentenario Ciudad de Catamarca    | Atlético Policial      | 0 - 2         | Villa Cubas                |
| 13 de noviembre | Stewart Shipton                     | Concepción FC          | 3 - 0         | Atlético Concepción        |
| 13 de noviembre | Lastenia                            | Deportivo Lastenia     | (2) 0 - 0 (3) | Deportivo Aguilares        |
| 13 de noviembre | Deportivo Tabacal                   | Deportivo Tabacal      | 3 - 0         | Progreso (RdlF)            |
| 13 de noviembre | Unión Aconquija                     | Unión Aconquija        | 3 - 1         | Defensores de La Boca (LR) |
| 13 de noviembre | Sportivo Fernández                  | Sportivo Fernández     | (5) 1 - 1 (6) | San Lorenzo de Alem        |
| 13 de noviembre | Doctores José y Antonio Castiglione | Mitre (SdE)            | 1 - 0         | Unión Santiago             |
| 13 de noviembre | La Calderita                        | Sarmiento (L)          | 4 - 0         | Sarmiento (LB)             |
| 13 de noviembre | Parque                              | Ben Hur                | 3 - 1         | 9 de Julio (R)             |
| 20 de noviembre | Las Palmas                          | Las Palmas             | 3 - 0         | Racing (C)                 |
| 13 de noviembre | General Paz Juniors                 | General Paz Juniors    | (5) 0 - 0 (6) | Alumni (VM)                |
| 13 de noviembre | La Villa de Los Deportes            | 9 de Julio (M)         | 3 - 0         | Tiro Federal (M)           |
| 13 de noviembre | La Fortaleza del Bicho              | Unión (S)              | 4 - 1         | Argentino Quilmes (R)      |
| 20 de noviembre | José Antonio Romero Feris           | Textil Mandiyú         | 1 - 0         | Deportivo Curupay          |
| 13 de noviembre | Ramón Ovieda                        | Huracán de Goya        | (4) 1 - 1 (2) | Exalumnos Escuela N°185    |
| 20 de noviembre | Antonio Romero                      | San Martín (F)         | (2) 1 - 1 (4) | Sol de América             |
| 13 de noviembre | Antonio Romero                      | Sportivo Patria        | 2 - 4         | Atlético Laguna Blanca     |
| 13 de noviembre | Leandro Cecotti                     | Viale FBC              | (4) 0 - 0 (2) | Colegiales (C)             |
| 13 de noviembre | Sanjustino                          | Sanjustino             | 4 - 2         | San Jorge (SF)             |
| 13 de noviembre | Centenario de Chaco                 | Sarmiento (R)          | 3 - 0         | Resistencia Central        |
| 13 de noviembre | Atlético Adelante                   | Atlético Adelante      | (4) 1 - 1 (2) | Aprendices Casildenses     |

### Fase Preliminar Regional III
En esta tercera fase participaron los 48 equipos clasificados en la segunda. El 26, 27 y 28 de noviembre se eliminaron en un solo partido, y de allí salieron 24 equipos ganadores, que pasaron a la Fase Inicial Regional.
| Fecha           | Estadio                              | Local                   | Resultado     | Visitante              |
| --------------- | ------------------------------------ | ----------------------- | ------------- | ---------------------- |
| 26 de noviembre | Carlos V                             | Atlético Camioneros     | 2 - 1         | Ferro (O)              |
| 28 de noviembre | Coloso de Venado Tuerto              | Sportivo Rivadavia (VT) | 4 - 1         | Juventud (P)           |
| 27 de noviembre | Municipal de Ayacucho                | Sarmiento (A)           | 3 - 1         | Sports                 |
| 27 de noviembre | Coloso de Barrio Talleres            | Ferro (GP)              | 3 - 1         | FC Tres Algarrobos     |
| 27 de noviembre | Luis Maiolino                        | Deportivo Roca          | (3) 1 - 1 (1) | Deportivo Madryn       |
| 27 de noviembre | Cayetano Castro                      | Racing (T)              | 1 - 2         | Boca Río Gallegos      |
| 27 de noviembre | La Caldera                           | Independiente (N)       | 1 - 2         | Villa Congreso         |
| 27 de noviembre | El Fortín                            | Villa Mitre             | (5) 1 - 1 (3) | Liniers (BB)           |
| 28 de noviembre | El Coliseo                           | Pacífico                | (4) 0 - 0 (3) | Gimnasia y Esgrima (M) |
| 27 de noviembre | Pretel Hermanos                      | Huracán (SR)            | 3 - 1         | San Martín (M)         |
| 27 de noviembre | 12 de octubre                        | Unión (VK)              | 1 - 0         | Deportivo Guaymallén   |
| 27 de noviembre | Ciudad de Río Cuarto                 | Estudiantes (RC)        | 3 - 0         | Desamparados           |
| 27 de noviembre | Doctor Plinio Zabala                 | Talleres (P)            | 2 - 0         | Herminio Arrieta       |
| 27 de noviembre | Bicentenario Ciudad de Catamarca     | Villa Cubas             | 1 - 0         | Mitre (S)              |
| 27 de noviembre | Stewart Shipton                      | Concepción FC           | (3) 1 - 1 (5) | Deportivo Aguilares    |
| 27 de noviembre | Deportivo Tabacal                    | Deportivo Tabacal       | (2) 0 - 0 (4) | Unión Aconquija        |
| 27 de noviembre | Docotores José y Antonio Castiglione | Mitre (SdE)             | (3) 0 - 0 (1) | San Lorenzo de Alem    |
| 27 de noviembre | La Calderita                         | Sarmiento (L)           | 2 - 0         | Ben Hur                |
| 27 de noviembre | Las Palmas                           | Las Palmas              | (2) 2 - 2 (4) | Alumni (VM)            |
| 27 de noviembre | Villa de los Deportes                | 9 de Julio (M)          | (6) 1 - 1 (7) | Unión (S)              |
| 27 de noviembre | Ramón Oviedo                         | Huracán de Goya         | (2) 1 - 1 (4) | Textil Mandiyú         |
| 27 de noviembre | Antonio Romero                       | Sol de América          | (3) 1 - 1 (5) | Atlético Laguna Blanca |
| 28 de noviembre | Sanjustino                           | Sanjustino              | 3 - 1         | Viale FBC              |
| 27 de noviembre | Centenario de Resistencia            | Sarmiento (R)           | 1 - 0         | Atlético Adelante      |

## Fase Inicial Regional
Organizada por el Consejo Federal, órgano interno de la AFA.

### Fase Inicial Regional I
En la primera Fase Inicial Regional hubo dos zonas:

#### Zona Torneo Argentino A
En la Zona Torneo Argentino A participaron los 24 equipos del Torneo Argentino A. Entre el 5 y el 20 de noviembre se eliminaron en un solo partido, y de allí salieron 12 equipos ganadores, que pasaron a la segunda Fase Inicial Regional.
| Fecha           | Estadio                        | Local                       | Resultado     | Visitante                 |
| --------------- | ------------------------------ | --------------------------- | ------------- | ------------------------- |
| 6 de noviembre  | Padre Ernesto Martearena       | Central Norte (S)           | 0 - 1         | Juventud Antoniana        |
| 20 de noviembre | Alfredo Terrera                | Central Córdoba (SdE)       | 1 - 0         | Gimnasia y Tiro (S)       |
| 5 de noviembre  | La Ciudadela                   | San Martín (T)              | 2 - 3         | San Jorge (T)             |
| 6 de noviembre  | Clemente Fernández de Oliveira | Guaraní Antonio Franco      | (3) 1 - 1 (5) | Chaco For Ever            |
| 6 de noviembre  | Doctor Plácido Tita            | Libertad (S)                | 2 - 0         | Tiro Federal (R)          |
| 6 de noviembre  | Manuel y Ramón Núñez           | Gimnasia y Esgrima (CdU)    | 2 - 1         | Juventud Unida (G)        |
| 20 de noviembre | José María Minella             | Unión (MdP)                 | 1 - 0         | Alvarado                  |
| 6 de noviembre  | Municipal General San Martín   | Santamarina                 | (3) 0 - 0 (2) | Racing (O)                |
| 6 de noviembre  | Raúl Conti                     | Guillermo Brown             | 1 - 2         | CAI                       |
| 20 de noviembre | Omar Sperdutti                 | Deportivo Maipú             | 0 - 1         | Cipolletti                |
| 6 de noviembre  | Juan Gilberto Funes            | Juventud Unida U.           | (5) 0 - 0 (4) | Sportivo Estudiantes (SL) |
| 6 de noviembre  | Salomón Boeseldín              | Defensores de Belgrano (VR) | (3) 0 - 0 (5) | Rivadavia (L)             |

#### Zona Torneo Argentino B
En la Zona Torneo Argentino B participaron los 24 equipos clasificados de la Fase Preliminar Regional. Entre el 10 de noviembre de 2013 y el 28 de enero de 2014 se eliminaron en un solo partido, y de allí salieron 12 equipos ganadores, que pasaron a la segunda Fase Inicial Regional.
| Fecha                    | Estadio                              | Local               | Resultado     | Visitante               |
| ------------------------ | ------------------------------------ | ------------------- | ------------- | ----------------------- |
| 11 de diciembre          | Carlos V                             | Atlético Camioneros | (2) 0 - 0 (1) | Sportivo Rivadavia (VT) |
| 10 de diciembre          | Municipal de Ayacucho                | Sarmiento (A)       | (2) 1 - 1 (3) | Ferro (GP)              |
| 26 de enero              | Defensores del Carmen                | Boca Río Gallegos   | 2 - 1         | Deportivo Roca          |
| 10 de diciembre          | El Fortín                            | Villa Mitre         | 2 - 1         | Villa Congreso          |
| 11 de diciembre          | Pretel Hermanos                      | Huracán (SR)        | (5) 0 - 0 (4) | Pacífico                |
| 11 de diciembre          | 12 de octubre                        | Unión (VK)          | (4) 0 - 0 (1) | Estudiantes (RC)        |
| 11 de diciembre          | Doctor Plinio Zabala                 | Talleres (P)        | (5) 0 - 0 (6) | Villa Cubas             |
| 10 de diciembre          | Tiro Federal y Gimnasia de Andalgalá | Unión Aconquija     | (4) 0 - 0 (2) | Deportivo Aguilares     |
| 11 de diciembre          | Doctores José y Antonio Castiglione  | Mitre (SdE)         | (4) 1 - 1 (2) | Sarmiento (L)           |
| 26 de enero              | La Fortaleza del Bicho               | Unión (S)           | 4 - 2         | Alumni (VM)             |
| 11 de diciembre          | José Antonio Romero Feris            | Textil Mandiyú      | 0 - 3         | Atlético Laguna Blanca  |
| 24 de enero\|28 de enero | Centenario de Resistencia            | Sarmiento (R)       | 1 - 2         | Sanjustino              |

### Fase Inicial Regional II
En esta segunda Fase Inicial Regional hubo dos zonas:

#### Zona Torneo Argentino A
En la Zona Torneo Argentino A participaron los 12 equipos clasificados de la primera Fase Inicial Regional de la zona. Entre el 27 de noviembre de 2013 y el 2 de febrero de 2014 se enfrentaron en un solo partido, y de allí salieron 6 equipos ganadores, que pasaron a la tercera Fase Inicial Regional.
| Fecha           | Estadio                  | Local                    | Resultado | Visitante             |
| --------------- | ------------------------ | ------------------------ | --------- | --------------------- |
| 4 de diciembre  | Padre Ernesto Martearena | Juventud Antoniana       | 1 - 2     | Central Córdoba (SdE) |
| 27 de noviembre | Juan Alberto García      | Chaco For Ever           | 1 - 0     | San Jorge (T)         |
| 27 de noviembre | Manuel y Ramón Núñez     | Gimnasia y Esgrima (CdU) | 2 - 1     | Libertad (S)          |
| 4 de diciembre  | José María Minella       | Unión (MdP)              | 0 - 1     | Santamarina           |
| 2 de febrero    | La Visera de Cemento     | Cipolletti               | 3 - 0     | CAI                   |
| 27 de noviembre | Mario Sebastián Diez     | Juventud Unida U.        | 1 - 0     | Rivadavia (L)         |

#### Zona Torneo Argentino B
En la Zona Torneo Argentino B participaron los 12 equipos clasificados de la primera Fase Inicial Regional de la zona. Entre el 29 de enero y el 5 de febrero de 2014 se eliminaron en un solo partido, y de allí salieron 6 equipos ganadores, que pasaron a la tercera Fase Inicial Regional.
| Fecha        | Estadio                             | Local               | Resultado | Visitante              |
| ------------ | ----------------------------------- | ------------------- | --------- | ---------------------- |
| 29 de enero  | Carlos V                            | Atlético Camioneros | 4 - 1     | Ferro (GP)             |
| 5 de febrero | El Fortín                           | Villa Mitre         | 0 - 1     | Boca Río Gallegos      |
| 5 de febrero | Pretel Hermanos                     | Huracán (SR)        | 4 - 1     | Unión (VK)             |
| 30 de enero  | Bicentenario Ciudad de Catamarca    | Villa Cubas         | 4 - 2     | Unión Aconquija        |
| 5 de febrero | Doctores José y Antonio Castiglione | Mitre (SdE)         | 2 - 5     | Unión (S)              |
| 5 de febrero | Sanjustino                          | 'Sanjustino'        | 4 - 2     | Atlético Laguna Blanca |

### Fase Inicial Regional III
En la tercera Fase Inicial Regional participaron los 12 equipos clasificados de la segunda Fase Inicial Regional. Entre el 12 de febrero y el 19 de febrero de 2014 se eliminaron en un solo partido, y de allí salieron 6 equipos ganadores, que pasaron a la Fase Final.
| Fecha         | Estadio                      | Local                    | Resultado     | Visitante           |
| ------------- | ---------------------------- | ------------------------ | ------------- | ------------------- |
| 12 de febrero | Municipal General San Martín | Santamarina              | (5) 1 - 1 (4) | Atlético Camioneros |
| 19 de febrero | La Visera de Cemento         | Cipolletti               | (5) 1 - 1 (4) | Boca Río Gallegos   |
| 13 de febrero | Mario Sebastián Diez         | Juventud Unida U.        | 4 - 1         | Huracán (SR)        |
| 12 de febrero | Alfredo Terrera              | Central Córdoba (SdE)    | (2) 1 - 1 (4) | Villa Cubas         |
| 12 de febrero | Juan Alberto García          | Chaco For Ever           | 7 - 4         | Sanjustino          |
| 13 de febrero | Manuel y Ramón Núñez         | Gimnasia y Esgrima (CdU) | (4) 0 - 0 (2) | Unión (S)           |

## Fase Inicial Metropolitana
Organizada directamente por la Asociación del Fútbol Argentino.

### Fase Inicial Metropolitana I
En la primera Fase Inicial Metropolitana participaron los 18 equipos de la Primera D más 10 de la Primera C (los dos recién ascendidos a la categoría y los ocho peores posicionados en la temporada 2012-13). Entre el 6 y el 14 de noviembre se eliminaron en un solo partido, y de allí salieron 14 equipos ganadores, que pasaron a la segunda Fase Inicial Metropolitana.
| Fecha           | Estadio                    | Local                | Resultado     | Visitante           |
| --------------- | -------------------------- | -------------------- | ------------- | ------------------- |
| 7 de noviembre  | Enrique Sexto              | General Lamadrid     | (4) 2 - 2 (5) | Dock Sud            |
| 6 de noviembre  | Municipal de Luján         | Luján                | (3) 2 - 2 (2) | Liniers             |
| 12 de noviembre | Néstor Bedgni              | San Miguel           | (4) 1 - 1 (2) | San Martín (B)      |
| 7 de noviembre  | Gildo Francisco Ghersinich | El Porvenir          | 2 - 1         | Juventud Unida (SM) |
| 12 de noviembre | Leandro N. Alem            | Leandro N. Alem      | 1 - 2         | Riestra             |
| 14 de noviembre | 12 de octubre              | Cambaceres           | 1 - 0         | Centro Español      |
| 6 de noviembre  | José Moraños               | Lugano               | 0 - 1         | Excursionistas      |
| 6 de noviembre  | Ricardo Puga               | Atlas                | (7) 0 - 0 (6) | Ituzaingó           |
| 12 de noviembre | Argentino de Quilmes       | Argentino de Quilmes | (3) 1 - 1 (2) | Claypole            |
| 6 de noviembre  | Jorge Alfredo Arín         | Cañuelas             | 0 - 2         | Talleres (RdE)      |
| 6 de noviembre  | Ramón Roque Martín         | J.J. Urquiza         | 0 - 1         | Central Ballester   |
| 7 de noviembre  | Saturnino Moure            | Victoriano Arenas    | (7) 1 - 1 (8) | Deportivo Paraguayo |
| 13 de noviembre | José Martín Olaeta         | Argentino de Rosario | 4 - 2         | Yupanqui            |
| 12 de noviembre | República de Italia        | Sportivo Barracas    | (3) 0 - 0 (4) | Muñiz               |

### Fase Inicial Metropolitana II
En esta fase hubo dos zonas:

#### Zona Primera B Metropolitana
En la Zona Primera B Metropolitana participaron 18 equipos de la Primera B Metropolitana (los dos recién ascendidos y los peores 16 promedios no descendidos de la temporada 2012-13). El 20 y el 27 de noviembre se enfrentaron a partido único y clasificaron 9 equipos a la tercera Fase Inicial Metropolitana.
| Fecha           | Estadio                 | Local                  | Resultado     | Visitante      |
| --------------- | ----------------------- | ---------------------- | ------------- | -------------- |
| 20 de noviembre | Juan Pasquale           | Defensores de Belgrano | 2 - 1         | Flandria       |
| 20 de noviembre | Chacarita Juniors       | Chacarita Juniors      | 1 - 0         | Nueva Chicago  |
| 20 de noviembre | José Manuel Moreno      | Deportivo Merlo        | 0 - 3         | Los Andes      |
| 27 de noviembre | Nuevo Francisco Urbano  | Deportivo Morón        | (5) 0 - 0 (4) | Comunicaciones |
| 20 de noviembre | Armenia                 | Deportivo Armenio      | (4) 1 - 1 (3) | Almagro        |
| 20 de noviembre | Ciudad de Vicente López | Acassuso               | 3 - 0         | Tristán Suárez |
| 20 de noviembre | Alfredo Beranger        | Temperley              | 1 - 0         | Villa Dálmine  |
| 20 de noviembre | Carlos Barraza          | Fénix                  | (4) 1 - 1 (2) | Colegiales     |
| 27 de noviembre | Claudio Chiqui Tapia    | Barracas Central       | (1) 0 - 0 (4) | UAI Urquiza    |

#### Zona Primera C/Primera D
En la Zona Primera C/Primera D participaron los 14 equipos clasificados de la primera Fase Inicial Metropolitana más los 10 clubes de Primera C restantes. Entre el 26 de noviembre y el 4 de diciembre se enfrentaron a partido único y clasificaron 12 equipos a la tercera Fase Inicial Metropolitana.
| Fecha           | Estadio                | Local             | Resultado     | Visitante            |
| --------------- | ---------------------- | ----------------- | ------------- | -------------------- |
| 4 de diciembre  | Franco Muggeri         | San Miguel        | 1 - 0         | Midland              |
| 26 de noviembre | Nueva España           | Deportivo Español | 2 - 0         | Berazategui          |
| 27 de noviembre | Doctor Osvaldo Baletto | San Telmo         | 5 - 0         | Deportivo Paraguayo  |
| 27 de noviembre | Nestor Bedgni          | Central Ballester | (5) 1 - 1 (3) | Muñiz                |
| 26 de noviembre | República de Italia    | Sportivo Italiano | 2 - 0         | El Porvenir          |
| 27 de noviembre | Roberto Larrosa        | Sacachispas       | 5 - 2         | Argentino de Rosario |
| 27 de noviembre | Municipal de Luján     | Luján             | 2 - 0         | Central Córdoba (R)  |
| 4 de diciembre  | Guillermo Laza         | Riestra           | (2) 1 - 1 (4) | Argentino de Quilmes |
| 4 de diciembre  | 12 de octubre          | Cambaceres        | (5) 0 - 0 (4) | Argentino de Merlo   |
| 4 de diciembre  | Ricardo Puga           | Atlas             | 0 - 2         | Defensores Unidos    |
| 4 de diciembre  | Excursionistas         | Excursionistas    | 2 - 3         | Talleres (RdE)       |
| 27 de noviembre | José Luis Sánchez      | Laferrere         | 1 - 0         | Dock Sud             |

### Fase Inicial Metropolitana III
En esta fase hubo dos zonas:

#### Zona Primera B Metropolitana
En la Zona Primera B Metropolitana participaron los 9 equipos clasificados de la segunda Fase Inicial Metropolitana más los tres restantes de la Primera B Metropolitana (Estudiantes (BA), Atlanta y Platense). Entre el 4 de diciembre de 2013 y el 19 de febrero de 2014 se enfrentaron a partido único y clasificaron 6 equipos a la cuarta Fase Inicial Metropolitana.
| Fecha          | Estadio                   | Equipo 1          | Resultado     | Equipo 2               |
| -------------- | ------------------------- | ----------------- | ------------- | ---------------------- |
| 4 de diciembre | Ciudad de Caseros         | Estudiantes (BA)  | 6 - 1         | Platense               |
| 4 de diciembre | Armenia                   | Deportivo Armenio | 3 - 1         | Deportivo Morón        |
| 3 de febrero   | Alfredo Beranger          | Temperley         | 2 - 3         | Chacarita Juniors      |
| 19 de febrero  | Nuevo Francisco Urbano    | Los Andes         | 2 - 1         | Atlanta                |
| 4 de diciembre | Monumental de Villa Lynch | UAI Urquiza       | (4) 1 - 1 (3) | Defensores de Belgrano |
| 3 de febrero   | Carlos Barraza            | Fénix             | 1 - 3         | Acassuso               |

#### Zona Primera C/Primera D
En la Zona Primera C/Primera D participaron los 12 equipos clasificados de la segunda Fase Inicial Metropolitana. El 11 de diciembre de 2013 y, el 3 y el 4 de febrero de 2014 se enfrentaron a partido único y clasificaron 6 equipos a la cuarta Fase Inicial Metropolitana.
| Fecha           | Estadio                          | Equipo 1          | Resultado     | Equipo 2             |
| --------------- | -------------------------------- | ----------------- | ------------- | -------------------- |
| 3 de febrero    | Franco Muggeri                   | San Miguel        | (4) 1 - 1 (5) | Sportivo Italiano    |
| 11 de diciembre | 12 de octubre                    | Cambaceres        | 3 - 0         | Central Ballester    |
| 3 de febrero    | Gigante de Villa Fox             | Defensores Unidos | (3) 1 - 1 (4) | Deportivo Español    |
| 4 de febrero    | Talleres de Remedios de Escalada | Talleres (RdE)    | 1 - 0         | San Telmo            |
| 3 de febrero    | Municipal Ciudad de Luján        | Luján             | 2 - 1         | Laferrere            |
| 3 de febrero    | Roberto Larrosa                  | Sacachispas       | 2 - 0         | Argentino de Quilmes |

### Fase Inicial Metropolitana IV
En esta fase se enfrentaron entre sí los 12 equipos clasificados de la tercera Fase Inicial Metropolitana. Entre el 25 de febrero y el 7 de marzo se disputaron cada llave a partido único y clasificaron 6 a la Fase Final.
El equipo que tenía mayor categoría jugó en condición de local. Si estaban en la misma categoría, se definió por sorteo.
| Fecha         | Estadio                 | Equipo 1          | Resultado     | Equipo 2          |
| ------------- | ----------------------- | ----------------- | ------------- | ----------------- |
| 25 de febrero | Armenia                 | Estudiantes (BA)  | 1 - 0         | UAI Urquiza       |
| 7 de marzo    | Roberto Larrosa         | Sacachispas       | 3 - 0         | Luján             |
| 27 de febrero | Chacarita Juniors       | Chacarita Juniors | 2 - 1         | Deportivo Armenio |
| 4 de marzo    | Eduardo Gallardón       | Los Andes         | (2) 1 - 1 (4) | Sportivo Italiano |
| 5 de marzo    | Ciudad de Vicente López | Acassuso          | 2 - 0         | Deportivo Español |
| 6 de marzo    | 12 de octubre           | Cambaceres        | (4) 0 - 0 (1) | Talleres (RdE)    |

## Fase final

### Fase final I
En esta fase participaron los 6 equipos clasificados de la Fase Inicial Regional, los 6 de la Fase Inicial Metropolitana y 8 clubes de la Primera B Nacional: los cuatro recién ascendidos a la categoría -Brown de Adrogué, Sportivo Belgrano, Talleres (C) y Villa San Carlos- y los peores cuatro equipos no descendidos de la tabla final de la temporada 2012-13 -Aldosivi, Crucero del Norte, Ferro Carril Oeste e Instituto-. Se enfrentaron entre el 12 de marzo y el 2 de abril, a partido único, y clasificaron 10 a la segunda Fase Final.
| Fecha       | Estadio                          | Equipo 1           | Resultado     | Equipo 2                 |
| ----------- | -------------------------------- | ------------------ | ------------- | ------------------------ |
| 12 de marzo | Mario Alberto Kempes             | Talleres (C)       | 2 - 1         | Chaco For Ever           |
| 20 de marzo | Municipal General San Martín     | Santamarina        | (3) 1 - 1 (1) | Sacachispas              |
| 20 de marzo | Juan Gilberto Funes              | Juventud Unida U.  | (4) 0 - 0 (2) | Cambaceres               |
| 26 de marzo | 20 de Octubre                    | Aldosivi           | 2 - 1         | Acassuso                 |
| 27 de marzo | 20 de Octubre                    | Ferro Carril Oeste | 3 - 0         | Sportivo Italiano        |
| 27 de marzo | Juan Domingo Perón               | Sportivo Belgrano  | 0 - 1         | Estudiantes (BA)         |
| 2 de abril  | Bicentenario Ciudad de Catamarca | Villa Cubas        | 2 - 3         | Brown de Adrogué         |
| 2 de abril  | Mario Alberto Kempes             | Instituto          | 3 - 1         | Chacarita Juniors        |
| 2 de abril  | 20 de Octubre                    | Villa San Carlos   | (2) 1 - 1 (4) | Cipolletti               |
| 2 de abril  | Julio Humberto Grondona          | Crucero del Norte  | 2 - 0         | Gimnasia y Esgrima (CdU) |

### Fase final II
En esta fase participaron los 10 equipos clasificados de la primera Fase Final y los 14 restantes de la Primera B Nacional. Entre el 9 de abril y el 7 de mayo se enfrentaron entre sí a partido único y clasificaron 12 a los Dieciseisavos de final.
| Fecha       | Estadio                   | Equipo 1           | Resultado     | Equipo 2           |
| ----------- | ------------------------- | ------------------ | ------------- | ------------------ |
| 9 de abril  | Juan Gilberto Funes       | Independiente      | 4 - 2         | Santamarina        |
| 9 de abril  | Padre Ernesto Martearena  | Atlético Tucumán   | 0 - 1         | Ferro Carril Oeste |
| 16 de abril | Mario Alberto Kempes      | Talleres (C)       | 3 - 0         | Sarmiento (J)      |
| 16 de abril | Nuevo Francisco Urbano    | Defensa y Justicia | (4) 1 - 1 (1) | Brown de Adrogué   |
| 23 de abril | Padre Ernesto Martearena  | Gimnasia y E. (J)  | (2) 0 - 0 (4) | Estudiantes (BA)   |
| 23 de abril | San Juan del Bicentenario | Independiente Riv. | 1 - 2         | Almirante Brown    |
| 30 de abril | Juan Gilberto Funes       | Juventud Unida U.  | (4) 0 - 0 (1) | Unión              |
| 30 de abril | Mario Alberto Kempes      | Instituto          | (5) 2 - 2 (4) | Patronato          |
| 30 de abril | San Juan del Bicentenario | San Martín (SJ)    | 2 - 1         | Cipolletti         |
| 7 de mayo   | Juan Gilberto Funes       | Aldosivi           | 0 - 3         | Banfield           |
| 7 de mayo   | Julio Humberto Grondona   | Huracán            | (5) 2 - 2 (4) | Crucero del Norte  |
| 7 de mayo   | República de Italia       | Douglas Haig       | (3) 1 - 1 (0) | Boca Unidos        |

### Cuadro de desarrollo
|  | Dieciseisavos de final                  | Dieciseisavos de final  | Dieciseisavos de final                  |                     |                                         | Octavos de final | Octavos de final | Octavos de final |  |                                         | Cuartos de final       | Cuartos de final | Cuartos de final |  |                                     | Semifinales         | Semifinales | Semifinales |  |                                     | Final           | Final | Final |  |
|  |                                         |                         |                                         |                     |                                         |                  |                  |                  |  |                                         |                        |                  |                  |  |                                     |                     |             |             |  |                                     |                 |       |       |  |
|  |                                         |                         |                                         |                     |                                         |                  |                  |                  |  |                                         |                        |                  |                  |  |                                     |                     |             |             |  |                                     |                 |       |       |  |
|  | Bandera de la Ciudad de Buenos Aires    | River Plate (p)         | 0 (6)                                   |                     |                                         |                  |                  |                  |  |                                         |                        |                  |                  |  |                                     |                     |             |             |  |                                     |                 |       |       |  |
|  | Bandera de la Ciudad de Buenos Aires    | River Plate (p)         | 0 (6)                                   |                     |                                         |                  |                  |                  |  |                                         |                        |                  |                  |  |                                     |                     |             |             |  |                                     |                 |       |       |  |
|  | Bandera de la Ciudad de Buenos Aires    | Ferro Carril Oeste      | 0 (5)                                   |                     |                                         |                  |                  |                  |  |                                         |                        |                  |                  |  |                                     |                     |             |             |  |                                     |                 |       |       |  |
|  | Bandera de la Ciudad de Buenos Aires    | Ferro Carril Oeste      | 0 (5)                                   |                     | Bandera de la Ciudad de Buenos Aires    | River Plate (p)  | 0 (4)            |                  |  |                                         |                        |                  |                  |  |                                     |                     |             |             |  |                                     |                 |       |       |  |
|  |                                         |                         |                                         |                     | Bandera de la Ciudad de Buenos Aires    | River Plate (p)  | 0 (4)            |                  |  |                                         |                        |                  |                  |  |                                     |                     |             |             |  |                                     |                 |       |       |  |
|  |                                         |                         | Bandera de la Provincia de Santa Fe     | Colón               | 0 (2)                                   |                  |                  |                  |  |                                         |                        |                  |                  |  |                                     |                     |             |             |  |                                     |                 |       |       |  |
|  | Bandera de la Provincia de Buenos Aires | Lanús                   | Bandera de la Provincia de Santa Fe     | Colón               | 0 (2)                                   | 0                |                  |                  |  |                                         |                        |                  |                  |  |                                     |                     |             |             |  |                                     |                 |       |       |  |
|  | Bandera de la Provincia de Buenos Aires | Lanús                   |                                         |                     |                                         |                  |                  |                  |  |                                         |                        |                  |                  |  |                                     |                     |             |             |  |                                     |                 |       |       |  |
|  | Bandera de la Provincia de Santa Fe     | Colón                   | 1                                       |                     |                                         |                  |                  |                  |  |                                         |                        |                  |                  |  |                                     |                     |             |             |  |                                     |                 |       |       |  |
|  | Bandera de la Provincia de Santa Fe     | Colón                   | 1                                       |                     |                                         |                  |                  |                  |  | Bandera de la Ciudad de Buenos Aires    | River Plate            | 0 (4)            |                  |  |                                     |                     |             |             |  |                                     |                 |       |       |  |
|  |                                         |                         |                                         |                     |                                         |                  |                  |                  |  | Bandera de la Ciudad de Buenos Aires    | River Plate            | 0 (4)            |                  |  |                                     |                     |             |             |  |                                     |                 |       |       |  |
|  |                                         |                         | Bandera de la Provincia de Santa Fe     | Rosario Central (p) | 0 (5)                                   |                  |                  |                  |  |                                         |                        |                  |                  |  |                                     |                     |             |             |  |                                     |                 |       |       |  |
|  | Bandera de la Provincia de Santa Fe     | Rosario Central         | Bandera de la Provincia de Santa Fe     | Rosario Central (p) | 0 (5)                                   | 3                |                  |                  |  |                                         |                        |                  |                  |  |                                     |                     |             |             |  |                                     |                 |       |       |  |
|  | Bandera de la Provincia de Santa Fe     | Rosario Central         |                                         |                     |                                         |                  |                  |                  |  |                                         |                        |                  |                  |  |                                     |                     |             |             |  |                                     |                 |       |       |  |
|  | Bandera de la Provincia de San Luis     | Juventud Unida U.       | 1                                       |                     |                                         |                  |                  |                  |  |                                         |                        |                  |                  |  |                                     |                     |             |             |  |                                     |                 |       |       |  |
|  | Bandera de la Provincia de San Luis     | Juventud Unida U.       | 1                                       |                     | Bandera de la Provincia de Santa Fe     | Rosario Central  | 1                |                  |  |                                         |                        |                  |                  |  |                                     |                     |             |             |  |                                     |                 |       |       |  |
|  |                                         |                         |                                         |                     | Bandera de la Provincia de Santa Fe     | Rosario Central  | 1                |                  |  |                                         |                        |                  |                  |  |                                     |                     |             |             |  |                                     |                 |       |       |  |
|  |                                         |                         | Bandera de la Provincia de Buenos Aires | Tigre               | 0                                       |                  |                  |                  |  |                                         |                        |                  |                  |  |                                     |                     |             |             |  |                                     |                 |       |       |  |
|  | Bandera de la Provincia de Buenos Aires | Tigre (p)               | Bandera de la Provincia de Buenos Aires | Tigre               | 0                                       | 0 (5)            |                  |                  |  |                                         |                        |                  |                  |  |                                     |                     |             |             |  |                                     |                 |       |       |  |
|  | Bandera de la Provincia de Buenos Aires | Tigre (p)               |                                         |                     |                                         |                  |                  |                  |  |                                         |                        |                  |                  |  |                                     |                     |             |             |  |                                     |                 |       |       |  |
|  | Bandera de la Ciudad de Buenos Aires    | All Boys                | 0 (4)                                   |                     |                                         |                  |                  |                  |  |                                         |                        |                  |                  |  |                                     |                     |             |             |  |                                     |                 |       |       |  |
|  | Bandera de la Ciudad de Buenos Aires    | All Boys                | 0 (4)                                   |                     |                                         |                  |                  |                  |  |                                         |                        |                  |                  |  | Bandera de la Provincia de Santa Fe | Rosario Central     | 5           |             |  |                                     |                 |       |       |  |
|  |                                         |                         |                                         |                     |                                         |                  |                  |                  |  |                                         |                        |                  |                  |  | Bandera de la Provincia de Santa Fe | Rosario Central     | 5           |             |  |                                     |                 |       |       |  |
|  |                                         |                         | Bandera de la Ciudad de Buenos Aires    | Argentinos Juniors  | 0                                       |                  |                  |                  |  |                                         |                        |                  |                  |  |                                     |                     |             |             |  |                                     |                 |       |       |  |
|  | Bandera de la Provincia de Buenos Aires | Racing Club             | Bandera de la Ciudad de Buenos Aires    | Argentinos Juniors  | 0                                       | 1                |                  |                  |  |                                         |                        |                  |                  |  |                                     |                     |             |             |  |                                     |                 |       |       |  |
|  | Bandera de la Provincia de Buenos Aires | Racing Club             |                                         |                     |                                         |                  |                  |                  |  |                                         |                        |                  |                  |  |                                     |                     |             |             |  |                                     |                 |       |       |  |
|  | Bandera de la Provincia de San Juan     | San Martín (SJ)         | 0                                       |                     |                                         |                  |                  |                  |  |                                         |                        |                  |                  |  |                                     |                     |             |             |  |                                     |                 |       |       |  |
|  | Bandera de la Provincia de San Juan     | San Martín (SJ)         | 0                                       |                     | Bandera de la Provincia de Buenos Aires | Racing Club      | 0                |                  |  |                                         |                        |                  |                  |  |                                     |                     |             |             |  |                                     |                 |       |       |  |
|  |                                         |                         |                                         |                     | Bandera de la Provincia de Buenos Aires | Racing Club      | 0                |                  |  |                                         |                        |                  |                  |  |                                     |                     |             |             |  |                                     |                 |       |       |  |
|  |                                         |                         | Bandera de la Ciudad de Buenos Aires    | Argentinos Juniors  | 1                                       |                  |                  |                  |  |                                         |                        |                  |                  |  |                                     |                     |             |             |  |                                     |                 |       |       |  |
|  | Bandera de la Provincia de Buenos Aires | Gimnasia (LP)           | Bandera de la Ciudad de Buenos Aires    | Argentinos Juniors  | 1                                       | 0 (2)            |                  |                  |  |                                         |                        |                  |                  |  |                                     |                     |             |             |  |                                     |                 |       |       |  |
|  | Bandera de la Provincia de Buenos Aires | Gimnasia (LP)           |                                         |                     |                                         |                  |                  |                  |  |                                         |                        |                  |                  |  |                                     |                     |             |             |  |                                     |                 |       |       |  |
|  | Bandera de la Ciudad de Buenos Aires    | Argentinos Juniors (p)  | 0 (4)                                   |                     |                                         |                  |                  |                  |  |                                         |                        |                  |                  |  |                                     |                     |             |             |  |                                     |                 |       |       |  |
|  | Bandera de la Ciudad de Buenos Aires    | Argentinos Juniors (p)  | 0 (4)                                   |                     |                                         |                  |                  |                  |  | Bandera de la Ciudad de Buenos Aires    | Argentinos Juniors (p) | 1 (5)            |                  |  |                                     |                     |             |             |  |                                     |                 |       |       |  |
|  |                                         |                         |                                         |                     |                                         |                  |                  |                  |  | Bandera de la Ciudad de Buenos Aires    | Argentinos Juniors (p) | 1 (5)            |                  |  |                                     |                     |             |             |  |                                     |                 |       |       |  |
|  |                                         |                         | Bandera de la Provincia de Buenos Aires | Estudiantes (BA)    | 1 (4)                                   |                  |                  |                  |  |                                         |                        |                  |                  |  |                                     |                     |             |             |  |                                     |                 |       |       |  |
|  | Bandera de la Ciudad de Buenos Aires    | Vélez Sarsfield         | Bandera de la Provincia de Buenos Aires | Estudiantes (BA)    | 1 (4)                                   | 0                |                  |                  |  |                                         |                        |                  |                  |  |                                     |                     |             |             |  |                                     |                 |       |       |  |
|  | Bandera de la Ciudad de Buenos Aires    | Vélez Sarsfield         |                                         |                     |                                         |                  |                  |                  |  |                                         |                        |                  |                  |  |                                     |                     |             |             |  |                                     |                 |       |       |  |
|  | Bandera de la Provincia de Buenos Aires | Estudiantes (BA)        | 2                                       |                     |                                         |                  |                  |                  |  |                                         |                        |                  |                  |  |                                     |                     |             |             |  |                                     |                 |       |       |  |
|  | Bandera de la Provincia de Buenos Aires | Estudiantes (BA)        | 2                                       |                     | Bandera de la Provincia de Buenos Aires | Estudiantes (BA) | 1                |                  |  |                                         |                        |                  |                  |  |                                     |                     |             |             |  |                                     |                 |       |       |  |
|  |                                         |                         |                                         |                     | Bandera de la Provincia de Buenos Aires | Estudiantes (BA) | 1                |                  |  |                                         |                        |                  |                  |  |                                     |                     |             |             |  |                                     |                 |       |       |  |
|  |                                         |                         | Bandera de la Provincia de Córdoba      | Instituto           | 0                                       |                  |                  |                  |  |                                         |                        |                  |                  |  |                                     |                     |             |             |  |                                     |                 |       |       |  |
|  | Bandera de la Provincia de Buenos Aires | Arsenal                 | Bandera de la Provincia de Córdoba      | Instituto           | 0                                       | 1                |                  |                  |  |                                         |                        |                  |                  |  |                                     |                     |             |             |  |                                     |                 |       |       |  |
|  | Bandera de la Provincia de Buenos Aires | Arsenal                 |                                         |                     |                                         |                  |                  |                  |  |                                         |                        |                  |                  |  |                                     |                     |             |             |  |                                     |                 |       |       |  |
|  | Bandera de la Provincia de Córdoba      | Instituto               | 3                                       |                     |                                         |                  |                  |                  |  |                                         |                        |                  |                  |  |                                     |                     |             |             |  |                                     |                 |       |       |  |
|  | Bandera de la Provincia de Córdoba      | Instituto               | 3                                       |                     |                                         |                  |                  |                  |  |                                         |                        |                  |                  |  |                                     |                     |             |             |  | Bandera de la Provincia de Santa Fe | Rosario Central | 0 (4) |       |  |
|  |                                         |                         |                                         |                     |                                         |                  |                  |                  |  |                                         |                        |                  |                  |  |                                     |                     |             |             |  | Bandera de la Provincia de Santa Fe | Rosario Central | 0 (4) |       |  |
|  |                                         |                         | Bandera de la Ciudad de Buenos Aires    | Huracán (p)         | 0 (5)                                   |                  |                  |                  |  |                                         |                        |                  |                  |  |                                     |                     |             |             |  |                                     |                 |       |       |  |
|  | Bandera de la Ciudad de Buenos Aires    | San Lorenzo             | Bandera de la Ciudad de Buenos Aires    | Huracán (p)         | 0 (5)                                   | 2                |                  |                  |  |                                         |                        |                  |                  |  |                                     |                     |             |             |  |                                     |                 |       |       |  |
|  | Bandera de la Ciudad de Buenos Aires    | San Lorenzo             |                                         |                     |                                         |                  |                  |                  |  |                                         |                        |                  |                  |  |                                     |                     |             |             |  |                                     |                 |       |       |  |
|  | Bandera de la Provincia de Buenos Aires | Almirante Brown         | 0                                       |                     |                                         |                  |                  |                  |  |                                         |                        |                  |                  |  |                                     |                     |             |             |  |                                     |                 |       |       |  |
|  | Bandera de la Provincia de Buenos Aires | Almirante Brown         | 0                                       |                     | Bandera de la Ciudad de Buenos Aires    | San Lorenzo      | 1                |                  |  |                                         |                        |                  |                  |  |                                     |                     |             |             |  |                                     |                 |       |       |  |
|  |                                         |                         |                                         |                     | Bandera de la Ciudad de Buenos Aires    | San Lorenzo      | 1                |                  |  |                                         |                        |                  |                  |  |                                     |                     |             |             |  |                                     |                 |       |       |  |
|  |                                         |                         | Bandera de la Provincia de Buenos Aires | Defensa y Justicia  | 2                                       |                  |                  |                  |  |                                         |                        |                  |                  |  |                                     |                     |             |             |  |                                     |                 |       |       |  |
|  | Bandera de la Provincia de Mendoza      | Godoy Cruz              | Bandera de la Provincia de Buenos Aires | Defensa y Justicia  | 2                                       | 3 (2)            |                  |                  |  |                                         |                        |                  |                  |  |                                     |                     |             |             |  |                                     |                 |       |       |  |
|  | Bandera de la Provincia de Mendoza      | Godoy Cruz              |                                         |                     |                                         |                  |                  |                  |  |                                         |                        |                  |                  |  |                                     |                     |             |             |  |                                     |                 |       |       |  |
|  | Bandera de la Provincia de Buenos Aires | Defensa y Justicia (p)  | 3 (4)                                   |                     |                                         |                  |                  |                  |  |                                         |                        |                  |                  |  |                                     |                     |             |             |  |                                     |                 |       |       |  |
|  | Bandera de la Provincia de Buenos Aires | Defensa y Justicia (p)  | 3 (4)                                   |                     |                                         |                  |                  |                  |  | Bandera de la Provincia de Buenos Aires | Defensa y Justicia     | 0                |                  |  |                                     |                     |             |             |  |                                     |                 |       |       |  |
|  |                                         |                         |                                         |                     |                                         |                  |                  |                  |  | Bandera de la Provincia de Buenos Aires | Defensa y Justicia     | 0                |                  |  |                                     |                     |             |             |  |                                     |                 |       |       |  |
|  |                                         |                         | Bandera de la Provincia de Santa Fe     | Atlético de Rafaela | 1                                       |                  |                  |                  |  |                                         |                        |                  |                  |  |                                     |                     |             |             |  |                                     |                 |       |       |  |
|  | Bandera de la Provincia de Santa Fe     | Newell's Old Boys       | Bandera de la Provincia de Santa Fe     | Atlético de Rafaela | 1                                       | 1                |                  |                  |  |                                         |                        |                  |                  |  |                                     |                     |             |             |  |                                     |                 |       |       |  |
|  | Bandera de la Provincia de Santa Fe     | Newell's Old Boys       |                                         |                     |                                         |                  |                  |                  |  |                                         |                        |                  |                  |  |                                     |                     |             |             |  |                                     |                 |       |       |  |
|  | Bandera de la Provincia de Córdoba      | Talleres (C)            | 3                                       |                     |                                         |                  |                  |                  |  |                                         |                        |                  |                  |  |                                     |                     |             |             |  |                                     |                 |       |       |  |
|  | Bandera de la Provincia de Córdoba      | Talleres (C)            | 3                                       |                     | Bandera de la Provincia de Córdoba      | Talleres (C)     | 1                |                  |  |                                         |                        |                  |                  |  |                                     |                     |             |             |  |                                     |                 |       |       |  |
|  |                                         |                         |                                         |                     | Bandera de la Provincia de Córdoba      | Talleres (C)     | 1                |                  |  |                                         |                        |                  |                  |  |                                     |                     |             |             |  |                                     |                 |       |       |  |
|  |                                         |                         | Bandera de la Provincia de Santa Fe     | Atlético de Rafaela | 2                                       |                  |                  |                  |  |                                         |                        |                  |                  |  |                                     |                     |             |             |  |                                     |                 |       |       |  |
|  | Bandera de la Provincia de Buenos Aires | Olimpo                  | Bandera de la Provincia de Santa Fe     | Atlético de Rafaela | 2                                       | 0 (2)            |                  |                  |  |                                         |                        |                  |                  |  |                                     |                     |             |             |  |                                     |                 |       |       |  |
|  | Bandera de la Provincia de Buenos Aires | Olimpo                  |                                         |                     |                                         |                  |                  |                  |  |                                         |                        |                  |                  |  |                                     |                     |             |             |  |                                     |                 |       |       |  |
|  | Bandera de la Provincia de Santa Fe     | Atlético de Rafaela (p) | 0 (4)                                   |                     |                                         |                  |                  |                  |  |                                         |                        |                  |                  |  |                                     |                     |             |             |  |                                     |                 |       |       |  |
|  | Bandera de la Provincia de Santa Fe     | Atlético de Rafaela (p) | 0 (4)                                   |                     |                                         |                  |                  |                  |  |                                         |                        |                  |                  |  | Bandera de la Provincia de Santa Fe | Atlético de Rafaela | 0           |             |  |                                     |                 |       |       |  |
|  |                                         |                         |                                         |                     |                                         |                  |                  |                  |  |                                         |                        |                  |                  |  | Bandera de la Provincia de Santa Fe | Atlético de Rafaela | 0           |             |  |                                     |                 |       |       |  |
|  |                                         |                         | Bandera de la Ciudad de Buenos Aires    | Huracán             | 2                                       |                  |                  |                  |  |                                         |                        |                  |                  |  |                                     |                     |             |             |  |                                     |                 |       |       |  |
|  | Bandera de la Provincia de Buenos Aires | Estudiantes (LP)        | Bandera de la Ciudad de Buenos Aires    | Huracán             | 2                                       | 3                |                  |                  |  |                                         |                        |                  |                  |  |                                     |                     |             |             |  |                                     |                 |       |       |  |
|  | Bandera de la Provincia de Buenos Aires | Estudiantes (LP)        |                                         |                     |                                         |                  |                  |                  |  |                                         |                        |                  |                  |  |                                     |                     |             |             |  |                                     |                 |       |       |  |
|  | Bandera de la Provincia de Buenos Aires | Douglas Haig            | 1                                       |                     |                                         |                  |                  |                  |  |                                         |                        |                  |                  |  |                                     |                     |             |             |  |                                     |                 |       |       |  |
|  | Bandera de la Provincia de Buenos Aires | Douglas Haig            | 1                                       |                     | Bandera de la Provincia de Buenos Aires | Estudiantes (LP) | 2                |                  |  |                                         |                        |                  |                  |  |                                     |                     |             |             |  |                                     |                 |       |       |  |
|  |                                         |                         |                                         |                     | Bandera de la Provincia de Buenos Aires | Estudiantes (LP) | 2                |                  |  |                                         |                        |                  |                  |  |                                     |                     |             |             |  |                                     |                 |       |       |  |
|  |                                         |                         | Bandera de la Provincia de Buenos Aires | Independiente       | 0                                       |                  |                  |                  |  |                                         |                        |                  |                  |  |                                     |                     |             |             |  |                                     |                 |       |       |  |
|  | Bandera de la Provincia de Córdoba      | Belgrano                | Bandera de la Provincia de Buenos Aires | Independiente       | 0                                       | 0                |                  |                  |  |                                         |                        |                  |                  |  |                                     |                     |             |             |  |                                     |                 |       |       |  |
|  | Bandera de la Provincia de Córdoba      | Belgrano                |                                         |                     |                                         |                  |                  |                  |  |                                         |                        |                  |                  |  |                                     |                     |             |             |  |                                     |                 |       |       |  |
|  | Bandera de la Provincia de Buenos Aires | Independiente           | 2                                       |                     |                                         |                  |                  |                  |  |                                         |                        |                  |                  |  |                                     |                     |             |             |  |                                     |                 |       |       |  |
|  | Bandera de la Provincia de Buenos Aires | Independiente           | 2                                       |                     |                                         |                  |                  |                  |  | Bandera de la Provincia de Buenos Aires | Estudiantes (LP)       | 1 (2)            |                  |  |                                     |                     |             |             |  |                                     |                 |       |       |  |
|  |                                         |                         |                                         |                     |                                         |                  |                  |                  |  | Bandera de la Provincia de Buenos Aires | Estudiantes (LP)       | 1 (2)            |                  |  |                                     |                     |             |             |  |                                     |                 |       |       |  |
|  |                                         |                         | Bandera de la Ciudad de Buenos Aires    | Huracán (p)         | 1 (3)                                   |                  |                  |                  |  |                                         |                        |                  |                  |  |                                     |                     |             |             |  |                                     |                 |       |       |  |
|  | Bandera de la Ciudad de Buenos Aires    | Boca Juniors            | Bandera de la Ciudad de Buenos Aires    | Huracán (p)         | 1 (3)                                   | 0                |                  |                  |  |                                         |                        |                  |                  |  |                                     |                     |             |             |  |                                     |                 |       |       |  |
|  | Bandera de la Ciudad de Buenos Aires    | Boca Juniors            |                                         |                     |                                         |                  |                  |                  |  |                                         |                        |                  |                  |  |                                     |                     |             |             |  |                                     |                 |       |       |  |
|  | Bandera de la Ciudad de Buenos Aires    | Huracán                 | 2                                       |                     |                                         |                  |                  |                  |  |                                         |                        |                  |                  |  |                                     |                     |             |             |  |                                     |                 |       |       |  |
|  | Bandera de la Ciudad de Buenos Aires    | Huracán                 | 2                                       |                     | Bandera de la Ciudad de Buenos Aires    | Huracán (p)      | 2 (3)            |                  |  |                                         |                        |                  |                  |  |                                     |                     |             |             |  |                                     |                 |       |       |  |
|  |                                         |                         |                                         |                     | Bandera de la Ciudad de Buenos Aires    | Huracán (p)      | 2 (3)            |                  |  |                                         |                        |                  |                  |  |                                     |                     |             |             |  |                                     |                 |       |       |  |
|  |                                         |                         | Bandera de la Provincia de Buenos Aires | Banfield            | 2 (2)                                   |                  |                  |                  |  |                                         |                        |                  |                  |  |                                     |                     |             |             |  |                                     |                 |       |       |  |
|  | Bandera de la Provincia de Buenos Aires | Quilmes                 | Bandera de la Provincia de Buenos Aires | Banfield            | 2 (2)                                   | 0                |                  |                  |  |                                         |                        |                  |                  |  |                                     |                     |             |             |  |                                     |                 |       |       |  |
|  | Bandera de la Provincia de Buenos Aires | Quilmes                 |                                         |                     |                                         |                  |                  |                  |  |                                         |                        |                  |                  |  |                                     |                     |             |             |  |                                     |                 |       |       |  |
|  | Bandera de la Provincia de Buenos Aires | Banfield                | 4                                       |                     |                                         |                  |                  |                  |  |                                         |                        |                  |                  |  |                                     |                     |             |             |  |                                     |                 |       |       |  |
|  | Bandera de la Provincia de Buenos Aires | Banfield                | 4                                       |                     |                                         |                  |                  |                  |  |                                         |                        |                  |                  |  |                                     |                     |             |             |  |                                     |                 |       |       |  |
|  |                                         |                         |                                         |                     |                                         |                  |                  |                  |  |                                         |                        |                  |                  |  |                                     |                     |             |             |  |                                     |                 |       |       |  |

#### Sedes
A partir de esta etapa, los partidos se desarrollaron en sedes neutrales. Los siguientes estadios fueron escenario de los mismos, según lo dispuesto por los organizadores.
|                                                                   |                                                              |                                                               |                                                           |
|                                                                   |                                                              |                                                               |                                                           |
| Antonio Romero Ciudad: Formosa Capacidad: 23.000                  | Ciudad de Lanús Ciudad: Lanús Capacidad: 46.619              | Diego Armando Maradona Ciudad: Buenos Aires Capacidad: 24.000 | Eva Perón Ciudad: Junín Capacidad: 22.000                 |
|                                                                   |                                                              |                                                               |                                                           |
| Florencio Sola Ciudad: Banfield Capacidad: 34.901                 | Juan Domingo Perón Ciudad: Córdoba Capacidad: 35.535         | Juan Pablo Francia Ciudad: San Francisco Capacidad: 15.000    | Julio Humberto Grondona Ciudad: Sarandí Capacidad: 16.300 |
|                                                                   |                                                              |                                                               |                                                           |
| Mario Alberto Kempes Ciudad: Córdoba Capacidad: 57.000            | Nuevo Monumental Ciudad: Rafaela Capacidad: 20.000           | Padre Ernesto Martearena Ciudad: Salta Capacidad: 21.000      | Presidente Perón Ciudad: Avellaneda Capacidad: 67.389     |
|                                                                   |                                                              |                                                               |                                                           |
| Provincial Juan Gilberto Funes Ciudad: La Punta Capacidad: 15.062 | San Juan del Bicentenario Ciudad: San Juan Capacidad: 25.286 | Tomás Adolfo Ducó Ciudad: Buenos Aires Capacidad: 48.314      |                                                           |

#### Sorteo
El sorteo fue realizado el día 19 de mayo de 2014, en el predio que la AFA posee en la localidad de Ezeiza.
La distribución de los bombos fue la siguiente:
| Rival 1 | Rival 1                                                                        | Rival 2 | Rival 2                                                                                                   |
| Cabezas de serie | Bombo 2                                                                        | Bombo 3 | Bombo 4                                                                                                   |
| --- | ------------------------------------------------------------------------------ | --- | --- |
| Boca Juniors Estudiantes de La Plata Newell's Old Boys Racing Club River Plate Rosario Central San Lorenzo Vélez Sarsfield | Arsenal Belgrano Gimnasia y Esgrima (LP) Godoy Cruz Lanús Olimpo Quilmes Tigre | Almirante Brown Douglas Haig Estudiantes (BA) Ferro Carril Oeste Huracán Juventud Unida Universitario San Martín (SJ) Talleres (C) | All Boys Atlético de Rafaela Argentinos Juniors Banfield Colón Defensa y Justicia Independiente Instituto |

El sorteo se realizó de la siguiente manera:
- Primero, en cada uno de los grupos, en su primer cruce se asignó un cabeza de serie.
- Luego, del bombo 2, en el otro cruce de ese grupo, se asignó un rival.
- Posteriormente, del bombo 3, se asignaron los rivales solo de los cabezas de serie.
- Por último, del bombo 4, se asignaron los rivales de los equipos que estaban en el bombo 2.

De esta manera, los equipos del bombo 1 se enfrentaron con los del 3 y los del bombo 2 con los del 4.

### Dieciseisavos de final
Esta fase la disputaron los 12 ganadores de la segunda Fase Final, sumados a los 20 equipos de Primera División. Entre el 17 de julio y el 12 de agosto se enfrentaron, a partido único, y los ganadores clasifican a los octavos de final.
| Fecha        | Estadio                   | Equipo 1                | Resultado     | Equipo 2            |
| ------------ | ------------------------- | ----------------------- | ------------- | ------------------- |
| 27 de julio  | Padre Ernesto Martearena  | River Plate             | (6) 0 - 0 (5) | Ferro Carril Oeste  |
| 27 de julio  | Julio Humberto Grondona   | Lanús                   | 0 - 1         | Colón (SF)          |
| 26 de julio  | Juan Domingo Perón        | Rosario Central         | 3 - 1         | Juventud Unida U.   |
| 28 de julio  | Tomás Adolfo Ducó         | Tigre                   | (5) 0 - 0 (4) | All Boys            |
| 27 de julio  | Juan Gilberto Funes       | Racing Club             | 1 - 0         | San Martín (SJ)     |
| 25 de julio  | Ciudad de Lanús           | Gimnasia y Esgrima (LP) | (2) 0 - 0 (4) | Argentinos Juniors  |
| 24 de julio  | Ciudad de Lanús           | Vélez Sarsfield         | 0 - 2         | Estudiantes (BA)    |
| 23 de julio  | Juan Gilberto Funes       | Arsenal                 | 1 - 3         | Instituto           |
| 17 de julio  | Juan Gilberto Funes       | San Lorenzo             | 2 - 0         | Almirante Brown     |
| 23 de julio  | San Juan del Bicentenario | Godoy Cruz              | (2) 3 - 3 (4) | Defensa y Justicia  |
| 25 de julio  | Nuevo Monumental          | Newell's Old Boys       | 1 - 3         | Talleres (C)        |
| 22 de julio  | Eva Perón                 | Olimpo                  | (2) 0 - 0 (4) | Atlético de Rafaela |
| 19 de julio  | Florencio Sola            | Estudiantes (LP)        | 3 - 1         | Douglas Haig        |
| 28 de julio  | Florencio Sola            | Belgrano (C)            | 0 - 2         | Independiente       |
| 26 de julio  | San Juan del Bicentenario | Boca Juniors            | 0 - 2         | Huracán             |
| 12 de agosto | Presidente Perón          | Quilmes                 | 0 - 4         | Banfield            |

* Fuente: Cronograma de los 16avos. de final de la Copa Argentina

### Octavos de final
Esta fase la disputaron los 16 ganadores de los dieciseisavos de final. Entre el 19 de agosto y el 1 de octubre se enfrentaron a partido único y clasificaron 8 a los cuartos de final.
| Fecha            | Estadio                   | Equipo 1         | Resultado     | Equipo 2            |
| ---------------- | ------------------------- | ---------------- | ------------- | ------------------- |
| 20 de agosto     | Juan Gilberto Funes       | River Plate      | (4) 0 - 0 (2) | Colón (SF)          |
| 24 de septiembre | Juan Domingo Perón        | Rosario Central  | 1 - 0         | Tigre               |
| 18 de septiembre | Tomás Adolfo Ducó         | Racing Club      | 0 - 1         | Argentinos Juniors  |
| 19 de agosto     | Julio Humberto Grondona   | Estudiantes (BA) | 1 - 0         | Instituto           |
| 17 de septiembre | Presidente Perón          | San Lorenzo      | 1 - 2         | Defensa y Justicia  |
| 9 de septiembre  | Oscar Carlos Boero        | Talleres (C)     | 1 - 2         | Atlético de Rafaela |
| 1 de octubre     | San Juan del Bicentenario | Estudiantes (LP) | 2 - 0         | Independiente       |
| 25 de septiembre | Diego Armando Maradona    | Huracán          | (3) 2 - 2 (2) | Banfield            |

### Cuartos de final
Esta fase la disputaron los 8 ganadores de los octavos de final. Se jugó, a partido único, entre el 8 y el 22 de octubre, y clasificaron a las semifinales los 4 ganadores.
| Fecha         | Estadio                   | Equipo 1           | Resultado     | Equipo 2            |
| ------------- | ------------------------- | ------------------ | ------------- | ------------------- |
| 9 de octubre  | San Juan del Bicentenario | River Plate        | (4) 0 - 0 (5) | Rosario Central     |
| 16 de octubre | Tomás Adolfo Ducó         | Argentinos Juniors | (5) 1 - 1 (4) | Estudiantes (BA)    |
| 22 de octubre | Eva Perón                 | Defensa y Justicia | 0 - 1         | Atlético de Rafaela |
| 8 de octubre  | Antonio Romero            | Estudiantes (LP)   | (2) 1 - 1 (3) | Huracán             |

### Semifinales
Esta fase la disputaron los 4 ganadores de los cuartos de final. El 19 de noviembre se enfrentaron a partido único y clasificaron 2 a la final.
| Fecha           | Estadio                   | Equipo 1            | Resultado | Equipo 2           |
| --------------- | ------------------------- | ------------------- | --------- | ------------------ |
| 19 de noviembre | San Juan del Bicentenario | Rosario Central     | 5 - 0     | Argentinos Juniors |
| 19 de noviembre | Antonio Romero            | Atlético de Rafaela | 0 - 2     | Huracán            |

### Final
La final se disputó el 26 de noviembre de 2014, entre los dos ganadores de las semifinales. Se enfrentaron a partido único, consagrándose campeón el Club Atlético Huracán, que obtuvo así el derecho a disputar la Supercopa Argentina 2014 contra el ganador de la Copa Campeonato de Primera División 2013-14, el Club Atlético River Plate; y la clasificación a la Copa Libertadores 2015.
| Fecha           | Estadio                   | Equipo 1        | Resultado     | Equipo 2 |
| --------------- | ------------------------- | --------------- | ------------- | -------- |
| 26 de noviembre | San Juan del Bicentenario | Rosario Central | (4) 0 - 0 (5) | Huracán  |

## Goleadores
| Mariano Gorosito                         | Luján             | 5 | 4 | 1,25 |
| Walter Ibáñez                            | Sanjustino        | 5 | 5 | 1,00 |
| Martín Carrillo                          | Villa Mitre       | 4 | 4 | 1,00 |
| Javier Molina                            | Deportivo Armenio | 4 | 4 | 1,00 |
| Leandro Ledesma                          | Unión Aconquija   | 4 | 4 | 1,00 |
| Joaquín Molina                           | Unión (S)         | 4 | 5 | 0,80 |
| Rodrigo Olivera                          | Sanjustino        | 4 | 5 | 0,80 |
| Antonio Piergüidi                        | Huracán (SR)      | 4 | 5 | 0,80 |
| Lucas Saucedo                            | Unión (S)         | 4 | 5 | 0,80 |
| Esteban Valatkevicnis                    | Villa Cubas       | 4 | 6 | 0,66 |
| Última actualización: 3 de marzo de 2014 |                   |   |   |      |